# Ivan III. Drašković
Ivan III. Drašković (Trakošćan, 13. ožujka 1595.(?) ili 1603. – Ovar, Slovačka, 5. kolovoza 1648.), hrvatski ban i vojskovođa, član velikaške obitelji Drašković.

## Životopis

### Obitelj i obrazovanje
Grof Ivan III. Drašković rođen je u Trakošćanu kao sin baruna Ivana II. Draškovića i njegove supruge, barunice Eve Drašković rođ. Istvánffy, kćeri Nikole Istvánffyja. O vremenu njegova rođenja postoje dva podatka, i to da je rođen ili 1595. ili 1603. godine. Pohađao je gimnaziju kod isusovaca u Zagrebu. Školovao se na sveučilištu u Grazu, a pravo dovršio u ugarsko-hrvatskom kolegiju u Bologni (1620.). Kao učen čovjek, govorio je više europskih jezika. Povjesničari koji su o njemu pisali, između ostalog navode da bijaše malena stasa i veoma krupna tiela (Ivan Kukuljević Sakcinski), kao i da je bio čovjek vrlo dobre ćudi (Rudolf Horvat), pa je bio omiljen.
Dana 29. siječnja 1629. oženio se Ivan, tada još barun, groficom Barbarom Thurzó. U tom je braku rođeno petoro djece, među kojom sinovi Ivan IV. i Nikola II.

### Usponi u karijeri
Za vrijeme njegova života Draškovići dosižu svoj zenit, kada su bili najjači, najutjecajniji i najbogatiji. U doba stalnih borbi protiv agresivnih Turaka, Ivan III. istaknuo se mnogim pobjedama, istovremeno organizirajući obranu, utvrđujući gradove i izgrađujući granične fortifikacije, te je u ono vrijeme bio poznat kao defensor Croatiae, to jest branitelj Hrvatske.  
Neko je vrijeme boravio na carskom dvoru u Beču, a zatim ga je Ferdinand II. iz osobite naklonosti imenovao velikim županom óvárskim. Nešto kasnije proslavio se pod vodstvom bana Jurja Zrinskog u bitkama kod Kaniže (1622.), Mure, Sredičkog i Berkiševine, gdje su Turci bili teško poraženi. Radi njegova junaštva imenuje ga kralj grofom (7. rujna 1631.), a zatim meštrom posteljnika i tajnim savjetnikom.
Najviše zbog njegovih zasluga hrvatsko-ugarski kralj Ferdinand II. dodijelio je 4. rujna 1631. godine Draškovićima (braći Ivanu III. i Nikoli I., te njihovom bratiću Gašparu II., sinu Petra I. Draškovića) naslov grofa.
Dana 10. srpnja 1640. postane hrvatskim banom i vrhovnim zapovjednikom karlovačke krajine te je dana 23. srpnja uveden u tu čast kao treći (do tada) iz roda Draškovića, odnosno obitelji Drašković, nakon djedovog brata Jurja (biskupa) i svog oca Ivana. Osobitu je brigu posvetio utvrđivanju i popravku gradova i tvrđava nastavljajući borbu s Turcima, koje je porazio u nekoliko bitaka, napose kod Kladuše. Kad su u zemlji nastali potresi i poplave, a u Zagrebu veliki požar, nastojao je pomoći, koliko je mogao.
Stalne su mu neprilike u vršenju banske službe pravili krajiški generali i časnici, koji su bunili doseljenike i seljake, prisvajali samovoljno posjede i činili razna nasilja, zbog čega se Drašković potužio kralju.
Godine 1644. postade zlatnim vitezom (eques auratus). U to je vrijeme povećao svoje posjede kupnjom. Gotovo pod kraj Tridesetogodišnjeg rata poslao je veliku vojsku u Ugarsku protiv buntovnika, jer sam nije mogao onamo poći zbog bolesti.
Na saboru hrvatsko-ugarskog plemstva u Požunu, na kojem je sudjelovao i kralj Ferdinand III., dana 22. rujna 1646. izabran je za ugarskog palatina, najvišeg državnog dostojanstvenika u tadašnjoj Kraljevini Ugarskoj. Tako je on bio jedini Hrvat, koji je imao tu visoku čast. Bio je protivnik protestanata, pa je podupirao isusovce u Ugarskoj i u Hrvatskoj. Najradije je boravio u svom gradu Vinici. Budući da Mađarima nije bilo pravo što boravi izvan granica Ugarske, daruje mu kralj južnoslovački grad Óvár (slovački: Olováry, njemački: Altenburg), koje se nalazi u okrugu Veľký Krtíš u sklopu pokrajine Banska Bistrica, na deset godina. 
Stalne su mu neprilike u vršenju banske službe pravili krajiški generali i časnici, koji su bunili doseljenike i seljake, prisvajali samovoljno posjede i činili razna nasilja, zbog čega se Drašković potužio kralju.

### Smrt i pokop
Prigodom uvođenja u novi posjed, grad Óvár,  iznenada oboli i umre 5. kolovoza 1648. Povjesničar Juraj Ratkaj piše, da su ga njegovi protivnici u Ugarskoj otrovali, ali se to ne može dokazati. Pokopan je u crkvi sv. Martina u Bratislavi kraj očeve grobnice, a pokopu je nazočio samo mali broj ugarskih plemića iz mržnje što je Hrvat
Pokopan je uz velike počasti u katedrali Svetog Martina u Požunu (danas Bratislava), mjestu gdje su u to doba okrunjivani ugarski kraljevi, a pokapani brojni visoki državni dužnosnici. Njegovo grobno mjesto nalazi se uz grob njegova oca Ivana II. Draškovića.
Dok je bio ban, zvali su ga suvremenici "defensor Croatiae". Ostavio je veliki imetak, a jedan dio je odredio za gradnju utvrda i gradova.
Krilatica Ivana Draškovića je bila IN TE DOMINE SPERAVI - u Tebe se Gospodine pouzdajem. Tu je krilaticu imao i bl. Alojzije Stepinac.

## Vanjske poveznice
- Portret Ivana III. Draškovića
- Draškovićev portret

| Prethodnik:    | Hrvatski ban (1640. - 1646.) | Nasljednik:         |
| Žigmund Erdödy | Hrvatski ban (1640. - 1646.) | Nikola VII. Zrinski |